# Faces in the Fog
Pour plus de détails, voir Fiche technique et Distribution.
Faces in the Fog est un film américain en noir et blanc réalisé par John English, sorti en 1944.

## Synopsis
Les lycéens Mary Elliott et Joe Mason tombent amoureux peu de temps après leur rencontre. Tous deux sont gentils mais naïfs. Le père de Mary, Tom Elliott, son frère Les, et Danny, un ami de Les, provoquent des tensions au sein du jeune couple en ayant des démêlés avec la justice. 
À mesure qu'ils tentent de cacher les activités criminelles de leurs proches, la situation de Mary et Joe s’aggrave. Plus ils tentent de protéger la réputation des autres, plus ils nuisent à la leur, mettant ainsi leur avenir en danger.

## Fiche technique
- Titre original : Faces in the Fog
- Réalisation : John English
- Scénario : Adelaide Heilbron (en), Jack Townley (en)
- Photographie : Reggie Lanning
- Montage : Tony Martinelli
- Musique : Joseph Dubin
- Producteur : Hermann Millakowsky
- Société de production et de distribution : Republic Pictures
- Pays de production :  États-Unis
- Langue originale : anglais américain
- Format : noir et blanc — 35 mm — 1,37:1 — son : mono (RCA Sound System)
- Genre : drame psychologique, policier
- Durée : 71 minutes
- Dates de sortie :
  - États-Unis : 30 novembre 1944
  - France : 17 avril 1953

## Distribution
- Jane Withers : Mary Elliott
- Bob Stebbins : Les Elliott, le frère de Mary
- Paul Kelly : Tom Elliott, leur père
- Lee Patrick : Cora Elliott, leur mère
- Richard Byron : Mike
- John Litel : le docteur Mason
- Eric Sinclair (actor) (en) : Joe Mason, le flirt de Mary Elliott
- Dorothy Peterson : Mrs. Mason
- Gertrude Michael : Nora Brooks
- H. B. Warner : Rankins, l'avocat de la défense
- Roger Clark (actor, born 1908) (en) : le sergent O'Donnell
- Adele Mara : Gertrude
- Charles Trowbridge : M. White
- Helen Talbot (en) : Alice
- Joel McGinnis : Danny
- Tom London : le manager de l'allée à voitures
- Emmett Vogan : le capitaine Roberts